# Marianne Fersola
Marianne Fersola Norberto (ur. 16 stycznia 1992 r. w Santo Domingo na Dominikanie) – dominikańska siatkarka, reprezentantka kraju, grająca na pozycji środkowej. Od sezonu 2013/2014 występowała w azerskiej drużynie İqtisadçı Baku.

## Sukcesy klubowe
Puchar Królowej:
- 2010

Mistrzostwo Peru:
- 2013

Mistrzostwo Azerbejdżanu:
- 2014

## Sukcesy reprezentacyjne
Mistrzostwa Ameryki Północnej, Środkowej i Karaibów Kadetek:
- 2008

Mistrzostwa Świata Juniorek:
- 2009

Puchar Panamerykański Juniorek:
- 2011

Mistrzostwa Świata do lat 23:
- 2013

Puchar Panamerykański:
- 2014, 2016
- 2013, 2015, 2017, 2018

Mistrzostwa Ameryki Północnej, Środkowej i Karaibów:
- 2013, 2015

Igrzyska Panamerykańskie:
- 2015